# Federazione delle Indie Occidentali
La Federazione delle Indie Occidentali (in inglese West Indies Federation) è stata una federazione tra colonie della corona britannica esistita dal 3 gennaio 1958 al 31 maggio 1962. Nota anche come Federazione delle Indie Occidentali Britanniche, comprendeva varie isole caraibiche.
Entrarono a far parte della Federazione:
- le Isole Sopravento Britanniche (ad eccezione delle Isole Vergini Britanniche):
  - Dominica;
  - Grenada;
  - Grenadine;
  - Saint Lucia;
  - Saint Vincent;
- Isole Sottovento Britanniche:
  - Anguilla;
  - Antigua;
  - Barbuda;
  - Montserrat;
  - Nevis;
  - Saint Kitts.
- Barbados;
- Giamaica (a cui erano unite le Isole Cayman e le Isole Turks e Caicos);
- Trinidad e Tobago.

Il Belize, la Guyana Britannica, le Bahama e le Isole Vergini Britanniche optarono di non entrare a far parte della Federazione perché preferivano per il futuro, associarsi rispettivamente con le nazioni vicine.
Nel 1962 la Federazione si sciolse; contestualmente, vi fu la creazione di nuovi Stati:
- Antigua e Barbuda;
- Saint Vincent e Grenadine;
- Saint Christopher-Nevis-Anguilla, poi suddiviso tra Saint Kitts e Nevis e Anguilla.

Nel 1967, si creano i West Indies Associated States con una legge britannica il West Indies Act 1967.